# Ontogeneza
Ontogeneza, rozwój osobniczy (gr. óntos –  byt, będące, istniejące, génesis – pochodzenie) – przemiany anatomiczne i fizjologiczne osobnika od powstania w wyniku rozmnażania do śmierci.
W zależności od tego czy organizm rozmnaża się płciowo czy bezpłciowo początek ontogenezy wyznacza zapłodnienie albo oddzielenie się od organizmu macierzystego.
Na ontogenezę może składać się u niektórych organizmów embriogeneza. U człowieka wyróżnia się wiele okresów rozwojowych.
Zaczątek organizmu w rozmnażaniu bezpłciowym jest wielokomórkowy. Na jego rozwój osobniczy składają się dwa procesy:
- morfogeneza
- wzrost

W rozmnażaniu płciowym powstanie zaczątku nowego organizmu poprzedza gametogeneza.
Po zapłodnieniu komórki jajowej lub jej pobudzeniu do rozwoju dzieworodnego bez udziału plemnika organizm ze względu na prostą budowę bywa nazywany zarodkiem.
Ontogeneza jest badana przez biologię rozwoju.
Wyróżnia się trzy rodzaje czynników wpływających na rozwój ontogenetyczny:
- czynniki endogenne (genetyczne) – determinanty rozwoju,
- czynniki endogenne (paragenetyczne) – stymulatory rozwoju,
- czynniki egzogenne – modyfikatory rozwoju.

Czynniki genetyczne warunkują predyspozycje danego osobnika do określonego tempa rozwoju, do osiągnięcia odpowiednich rozmiarów ciała, sprawności fizycznej i umysłowej. Np.: płeć jest cechą wiążącą się z zasadniczymi różnicami w rozwoju chłopców i dziewcząt.
Czynniki paragenetyczne to te właściwości organizmu matki, które mogą dodatkowo (pozagenowo) wpłynąć na rozwój płodu, co wynika ze ścisłego kontaktu organizmu matki i dziecka w jego życiu płodowym, np.: tryb życia matki w czasie ciąży.
Czynniki egzogenne dzielą się na czynniki biogeograficzne, np.: cechy klimatu, zasoby naturalne zamieszkiwanego terenu, i czynniki społeczno-kulturowe, takie jak pochodzenie społeczne, wielkość zamieszkiwanej miejscowości, wielkość rodziny. Na rozwój ontogenetyczny składają się trzy procesy: różnicowanie (progresywne narastanie odrębności w strukturze i funkcji komórek), wzrost (stały przyrost masy ogólnej) i morfogeneza (wykształcenie formy i przyjmowanie nowego kształtu). W poszczególnych etapach rozwoju jeden z tych procesów dominuje, decydując o charakterze kolejnych zmian w organizmie.